# Mortes em abril de 2012
Mortes em 2012: ← Janeiro – Fevereiro – Março – Abril – Maio – Junho – Julho – Agosto – Setembro – Outubro – Novembro – Dezembro →
Esta é uma relação de pessoas notáveis que morreram durante o mês de abril de 2012, listando nome, nacionalidade, ocupação e ano de nascimento.

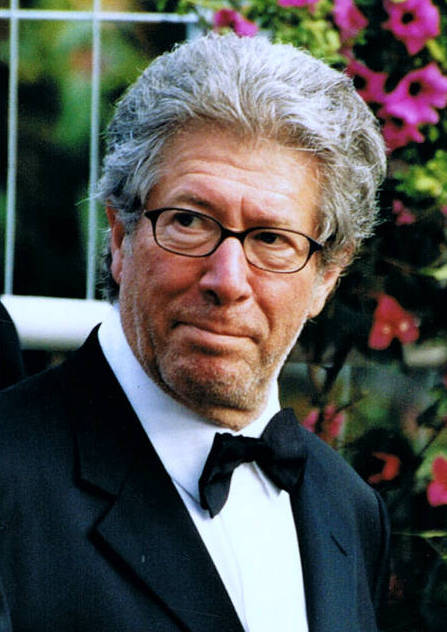
Claude Miller, cineasta francês.

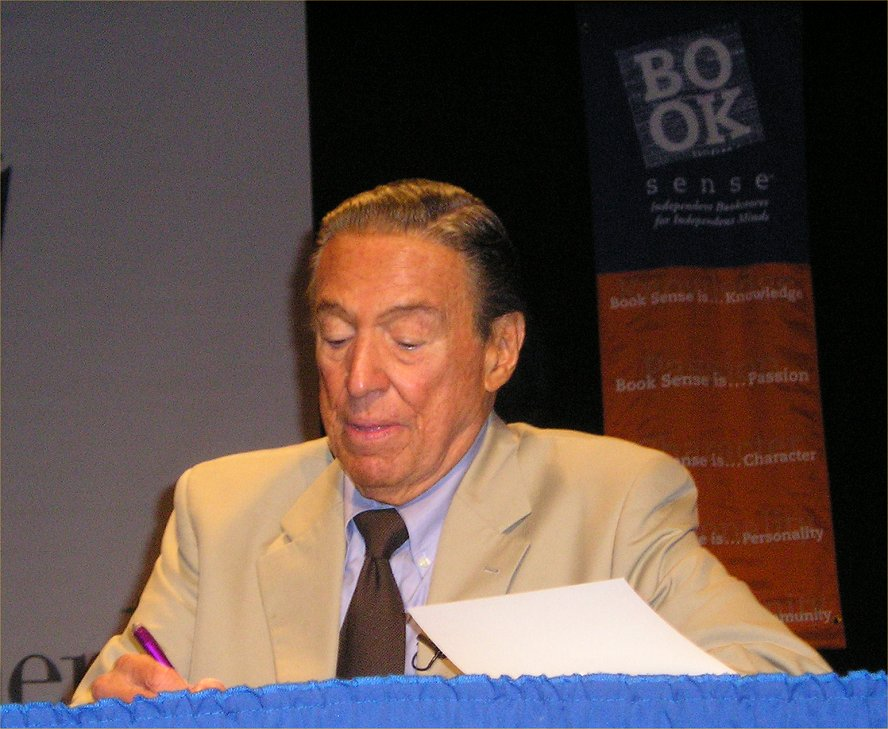
Mike Wallace, jornalista estadunidense.

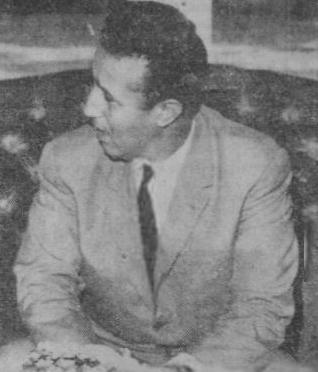
Ahmed Ben Bella, ex-presidente argelino.

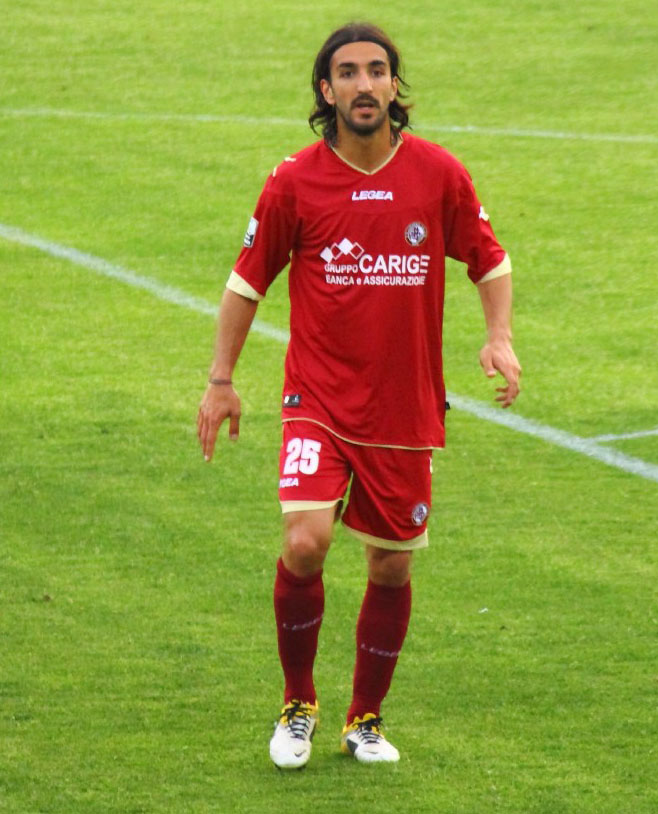
Piermario Morosini, futebolista italiano.

| Dia | Nome                        | Profissão ou motivo de reconhecimento | Nacionalidade      | Ano de nasc. | Ref    |
| --- | --------------------------- | ------------------------------------- | ------------------ | ------------ | ------ |
| 1   | Ekrem Bora                  | Ator                                  | Turquia            | 1934         | [ 1 ]  |
| 1   | Giorgio Chinaglia           | Futebolista                           | Itália             | 1946         | [ 2 ]  |
| 1   | Leila Denmark               | Médica e supercentenária              | Estados Unidos     | 1898         | [ 3 ]  |
| 1   | Miguel de la Madrid         | Ex-presidente                         | México             | 1934         | [ 4 ]  |
| 2   | Elizabeth Catlett           | Artista                               | Estados Unidos     | 1915         | [ 5 ]  |
| 3   | Airton Pavilhão             | Futebolista                           | Brasil             | 1934         | [ 6 ]  |
| 3   | Antonio Mingote             | Cartunista                            | Espanha            | 1919         | [ 7 ]  |
| 3   | Efraím Basílio Krevey       | Religioso                             | Brasil             | 1928         | [ 8 ]  |
| 3   | Joe Scarpa                  | Ex-wrestler                           | Estados Unidos     | 1928         | [ 9 ]  |
| 3   | Xenia Stad-de Jong          | Ex-atleta                             | Países Baixos      | 1922         | [ 10 ] |
| 4   | Claude Miller               | Diretor                               | França             | 1942         | [ 11 ] |
| 4   | Dubravko Pavličić           | Futebolista                           | Croácia            | 1967         | [ 12 ] |
| 5   | Barney McKenna              | Músico                                | Irlanda            | 1939         | [ 13 ] |
| 5   | Bingu wa Mutharika          | Político                              | Malawi             | 1934         | [ 14 ] |
| 5   | Ferdinand Alexander Porsche | Designer                              | Alemanha           | 1935         | [ 15 ] |
| 5   | Jim Marshall                | Fundador da Marshall Amplifiers       | Inglaterra         | 1923         | [ 16 ] |
| 7   | Ignace Moussa I Daoud       | Religioso                             | Síria              | 1930         | [ 17 ] |
| 7   | Mike Wallace                | Jornalista                            | Estados Unidos     | 1918         | [ 18 ] |
| 8   | Jack Tramiel                | Empresário                            | Estados Unidos     | 1928         | [ 19 ] |
| 9   | Mark Lenzi                  | Saltador ornamental                   | Estados Unidos     | 1968         | [ 20 ] |
| 10  | Luis Aponte Martínez        | Religioso                             | Porto Rico         | 1922         | [ 21 ] |
| 11  | Ahmed Ben Bella             | Ex-presidente                         | Argélia            | 1918         | [ 22 ] |
| 11  | Julio Alemán                | Ator                                  | México             | 1932         | [ 23 ] |
| 12  | Marly Bueno                 | Atriz                                 | Brasil             | 1933         | [ 24 ] |
| 14  | Cláudio Cabral              | Comentarista esportivo                | Brasil             | 1940         | [ 25 ] |
| 14  | Émile Bouchard              | Hoquista                              | Canadá             | 1919         | [ 26 ] |
| 14  | Gilberto Velho              | Antropólogo                           | Brasil             | 1945         | [ 27 ] |
| 14  | Paulo César Saraceni        | Ator, cineasta e roteirista           | Brasil             | 1932         | [ 28 ] |
| 14  | Piermario Morosini          | Futebolista                           | Itália             | 1986         | [ 29 ] |
| 15  | Adriano Stuart              | Ator e cineasta                       | Brasil             | 1944         | [ 30 ] |
| 15  | Murray Rose                 | Nadador                               | Escócia/ Austrália | 1939         | [ 31 ] |
| 18  | Cora Hansen                 | Supercentenária                       | Canadá             | 1899         | [ 32 ] |
| 18  | Dick Clark                  | Apresentador de TV                    | Estados Unidos     | 1929         | [ 33 ] |
| 19  | Greg Ham                    | Músico                                | Austrália          | 1953         | [ 34 ] |
| 19  | Levon Helm                  | Músico                                | Estados Unidos     | 1940         | [ 35 ] |
| 19  | Meenakshi Thapar            | Atriz                                 | Índia              | 1984         | [ 36 ] |
| 21  | Charles Colson              | Ex-conselheiro da Casa Branca         | Estados Unidos     | 1931         | [ 37 ] |
| 22  | Loló                        | Ex-futebolista                        | Brasil             | 1930         | [ 38 ] |
| 24  | Miguel Portas               | Jornalista e político                 | Portugal           | 1958         | [ 39 ] |
| 25  | Dicró                       | Sambista                              | Brasil             | 1946         | [ 40 ] |
| 26  | Zé Peixe                    | Prático                               | Brasil             | 1927         | [ 41 ] |
| 28  | Barros Pinho                | Político e escritor                   | Brasil             | 1939         | [ 42 ] |
| 28  | Matilde Camus               | Escritora                             | Espanha            | 1919         | [ 43 ] |
| 29  | Roland Moreno               | Inventor                              | França             | 1945         | [ 44 ] |
| 29  | Shukri Ghanem               | Ex-primeiro-ministro                  | Líbia              | 1942         | [ 45 ] |
| 29  | Luiz Carlos Buruca          | Ator e diretor                        | Brasil             | 1948         | [ 46 ] |
| 29  | Joel Goldsmith              | Compositor                            | Estados Unidos     | 1957         | [ 47 ] |
| 30  | Alexander Dale Oen          | Nadador                               | Noruega            | 1985         | [ 48 ] |
| 30  | Benzion Netanyahu           | Historiador                           | Israel             | 1910         | [ 49 ] |
| 30  | Tomás Borge                 | Fundador da FSLN                      | Nicarágua          | 1930         | [ 50 ] |